# Castellaro (fortificazione)
Si chiama castellaro un antico recinto preistorico, fortificato con tronchi o pietre a secco e comprendente delle abitazioni, costruito di solito a scopo difensivo e religioso sulla cima di un colle. È un elemento architettonico che risale soprattutto alle età del Bronzo e del ferro, tipico degli antichi Veneti come pure degli antichi Liguri montani che vi si rifugiavano in occasione di guerre o invasioni per difendere sé stessi e le loro greggi.

## Storia
Solitamente i castellari avevano forma ellittica o circolare e, quando possibile, sfruttavano le naturali asperità del terreno per renderne difficile l'assedio e la conquista. Solo i più complessi avevano forma poligonale.

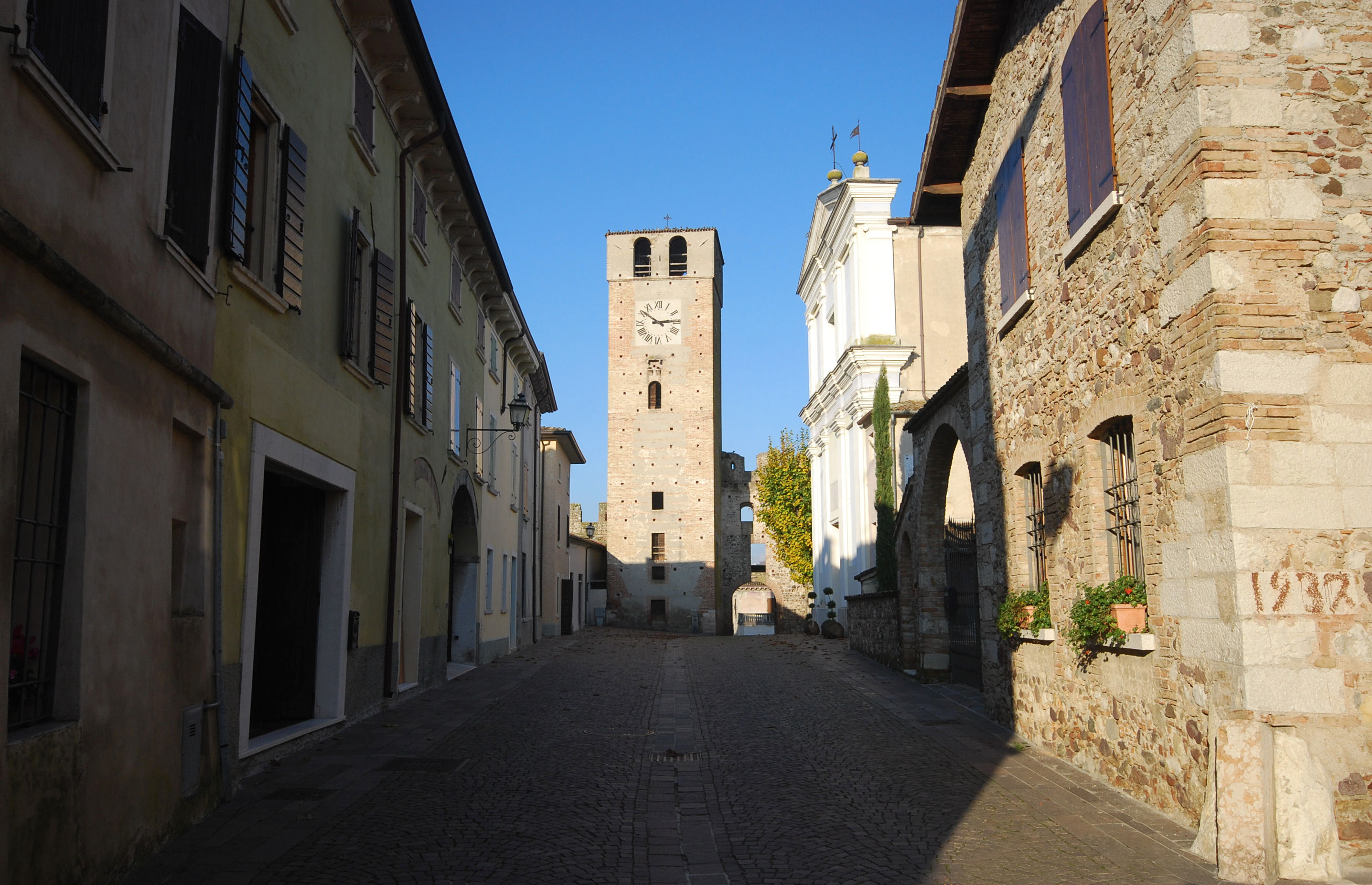
Castellaro Lagusello

Tra Veneto e Friuli esiste un imponente sistema di castellari che va dal Garda fino all'Istria, collocato sulle colline prospicienti la pianura in posizione dominante e altrettanto spesso in aperta pianura come villaggi fortificati.  Purtroppo essendo costruzioni dell'Età del Bronzo in un territorio che è sempre stato fortemente antropizzato, molto spesso se ne sono perse le tracce poiché furono riutilizzati come borghi, castelli romani e poi medievali, o anche come chiesette votive o cimiteri. Spesso la memoria è stata tramandata nei toponimi locali o come nome di via: p.es. "Castello", "Castellaro", "Castelon", "Castelik", "Rocca", "Torri", "Motte", ecc. 
Alcune testimonianze di questo passato: Torri del Benaco (VR), Rocca di Garda (VR), Castelcerino (VR), Forte Preara a Montorio (VR), Castello di Illasi (VR), (Castello e Castelvecchio di Valdagno,  Castellaro e Castelon di Schio, Castellaro di San Matteo ad Arzignano, Castellaro di Nogarole (VI), Monte Corgnon a Lusiana (VI), Monte Castellaro (o della croce) a Lumingnano (VI), Monte Castellaro a Bassano d.G., Monte Castellaro Vo' Euganeo (PD), Castelminio di Resana (PD),  Motte di Castello di Godego Castelieri del Montello (TV), Santa Lucia a Biadene (TV), Palù a Sernalia della Battaglia (TV), San Daniele, Fregona (TV) Archiviato il 1º novembre 2018 in Internet Archive., Castel di Pedena (BL) Archiviato il 1º novembre 2018 in Internet Archive., Casteliere di Noal a Sedico (BL), Colle di San martino a Caneva (PN), Castelliere di Udine Savalons, Mereto di Tomba (UD), Castelvecchio di Flagogna (UD), Bonzicco a Dingano (UD) Archiviato il 1º novembre 2018 in Internet Archive., Galleriano di Lestizza (UD), Castelliere "della Zucule" di Rive d'Arcano (UD), Gradisca di Sedegliano Archiviato il 1º novembre 2018 in Internet Archive. (UD),  Castelvecchio di Sagrado (GO), Monte San Primo (TS), I castellieri di Trieste Archiviato il 10 novembre 2018 in Internet Archive.
Varie tracce di castellari sono state trovate anche in Liguria, specialmente sulle colline della Riviera di Ponente (ad esempio sulle sommità del Monte Bignone e del vicino Monte Colma sopra Sanremo, e del Monte Faudo sopra Imperia), dove hanno a lungo rallentato l'espansione greca proveniente dalla colonia focea di Massalia (Marsiglia) e poi dei Celti. Altri castellari si trovano nella Liguria di Levante come il castellaro di Uscio sul monte Borgo (Tribogna) e nella zona della Spezia, dove hanno invece contenuto l'espansione etrusca. Più tardi i castellari hanno costituito un serio ostacolo anche alla conquista della Liguria da parte di Roma.

## Toponimi
Il toponimo castellaro è rimasto in tanti nomi di località dell'Italia settentrionale e della Francia meridionale, ad esempio:
- Liguria: (Castellaro, comune in provincia di Imperia);
- Piemonte: (Castellar, comune in provincia di Cuneo);
- Lombardia: (Castellaro Lagusello, frazione di Monzambano, in provincia di Mantova); a Incisa provincia di Asti “el castle’” è un sito staccato dal borgo medioevale, alle spalle della pianura in cui sono stati rinvenuti resti forse romani, posto su una collina a destra del Belbo, nella direzione di Castelnuovo.
- Regione francese della Provenza-Alpi-Costa Azzurra: (Castellar, vicino a Mentone).